# ノーエ節
農兵節（のうへいぶし）は静岡県三島市などで歌われ、全国的にもよく知られる民謡。曲中にはノーエという掛け声が入る。歌に合わせた踊りも存在し、三島市の小学校では踊りを学習する。よく似た歌は全国にあり、これらはノーエ節（ノーエぶし）と呼ばれる。これらの中で、幕末に始まる横浜市の「野毛節」が元祖とも言われている。しかし、三島の農兵節はこれ以前に江川英龍による農兵訓練用行進曲として始まったとも言われ、定かではない。
歌詞
富士の白雪ゃノーエ　富士の白雪ゃノーエ 
富士のサイサイ　白雪ゃ朝日でとける　　（そりゃ）
とけて流れてノーエ　とけて流れてノーエ
とけてサイサイ　流れて三島にそそぐ　 
三島女郎衆はノーエ　 三島女郎衆はノーエ
三島サイサイ　女郎衆はお化粧が長い  （そりゃ）
お化粧長けりゃノーエ　 お化粧長けりゃノーエ
お化粧サイサイ　長けりゃお客がこまる 　 
お客こまればノーエ　 お客こまればノーエ
お客サイサイ　こまれば石の地蔵さん 　 （そりゃ）
石の地蔵さんはノーエ　 石の地蔵さんはノーエ
石のサイサイ　地蔵さんは頭が丸い  
頭丸けりゃノーエ 　頭丸けりゃノーエ
頭サイサイ　丸けりゃカラスがとまる 　 （そりゃ）
カラスとまればノーエ　 カラスとまればノーエ
カラスサイサイ　とまれば娘島田 
娘島田はノーエ 　娘島田はノーエ
娘サイサイ　島田は情でとける　（そりゃ）
とけて流れてノーエ　とけて流れてノーエ
とけてサイサイ　流れて三島にそそぐ　 